# لنز پاناسونیک لومیکس ۷–۱۴میلی‌متر
لنز پاناسونیک لومیکس ۷–۱۴میلی‌متر (به انگلیسی: Panasonic Lumix 7–14mm lens) نام لنز دوربین عکاسی از نوع زوم است که توسط شرکت پاناسونیک تولید می‌شود. فاصلهٔ کانونی این لنز ۷ تا ۱۴ میلی‌متر و ضریب اف آن اف ۴٫۰ است. 